# Майерато
Майера̀то (на италиански: Maierato) е село и община в Южна Италия, провинция Вибо Валентия, регион Калабрия. Разположено е на 258 m надморска височина. Населението на общината е 2255 души (към 2012 г.).